# Шапаренко Микола Володимирович
Мико́ла Володи́мирович Шапаре́нко (4 жовтня 1998, Роздольне, Донецька область) — український футболіст, центральний півзахисник київського «Динамо». Другий наймолодший автор гола в історії найвищого дивізіону України з футболу (забив 30 травня 2015 року в матчі з «Олімпіком» у віці 16 років і 238 днів (тільки на 7 днів старший, ніж наймолодший в історії ліги автор гола).
Вихованець футбольної школи «Іллічівця». У сезоні 2014/15 за кілька місяців пройшов шлях від дебюту в командах U-19 і U-21 до дебюту в головній команді (5 квітня 2015 проти «Шахтаря»). Після завершення сезону підписав контракт з київським «Динамо».

## Ігрова кар'єра

### «Іллічівець»
В одинадцятирічному віці переїхав до Маріуполя, де близько року займався футболом у ДЮСШ-4. Потім перейшов в академію «Іллічівця». У команді свого року народження визнавався найкращим гравцем на міжнародному юнацькому турнірі «Кримський пролісок». У сезоні 2014/15, випускному для гравців 1998 року народження у ДЮФЛ, команда «Іллічівця» не виступала через бойові дії на Донбасі, і Шапаренко з кількома однолітками потрапив в заявку маріупольців у Прем'єр-лізі.
У першому дорослому сезоні молодий футболіст за кілька місяців пройшов шлях від дебюту в командах U-19 та U-21 до дебюту в головній команді. У Прем'єр-лізі вперше вийшов на поле 5 квітня 2015 року на 89-й хвилині поєдинку проти «Шахтаря», замінивши Івана Матяжа. В день дебюту Миколі виповнилося 16 років 6 місяців і 1 день. Шапаренко став першим гравцем 1998 року народження, який зіграв у Прем'єр-лізі.
30 травня в останньому турі чемпіонату Прем'єр-ліги проти «Олімпіка» вийшов на 63-й хвилині замість Дмитра Скоблова і в доданий арбітром час відзначився забитим голом. Півзахисник «Іллічівця» став лише третім гравцем, який забив у чемпіонатах України в 16-річному віці. До рекорду ліги, який належить Василю Демидяку з тернопільської «Ниви», йому не вистачило всього кілька днів. Відзначившись у 16 років і 238 днів, Шапаренко став другим наймолодшим автором голу в історії вищого дивізіону чемпіонату України і першим гравцем 1998 року народження, який забив гол у Прем'єр-лізі.

### Молодіжний рівень
Після завершення чемпіонату в пресі з'явилася інформація про інтерес до Шапаренка чинного чемпіона України київського «Динамо», в якому молодий футболіст і опинився влітку 2015 року..
Дебютував за «біло-синіх» у юнацькому чемпіонаті України U-19 1 серпня 2015 року в домашній поразці від «Олександрії» (0:1). Вже в наступному матчі 9 серпня 2015 року забив свій перший динамівський гол за U-19, відзначившись у гостьовій грі з ужгородською «Говерлою» (1:4). У першому сезоні 2015/16 здебільшого виступав за команду U-19 (25 матчів, 7 голів), вигравши юнацький чемпіонат України. Також одну гру зіграв за команду U-21, ставши також і молодіжним чемпіоном. Наступного сезону 2016/17 також став переможцем обох турнірів, проте цього разу більше грав за команду до 21 року (28 матчів, 3 голи проти 4 матчів і 4 голів у U-19). Свою першу гру в турнірах під егідою УЄФА зіграв 20 жовтня 2015 року в Юнацькій лізі УЄФА в якій динамівці поступилися лондонському «Челсі» (0:2).

### Перша команда

Шапаренко в кольорах збірної України (2021)

18 листопада 2017 року дебютував за першу команду «Динамо» в матчі Прем'єр-ліги проти кропивницької «Зірки», вийшовши на заміну на 90-й хвилині замість Жуніора Мораеса. У наступному матчі відбувся дебют гравця в єврокубках, коли Шапаренко вийшов на заміну в матчі Ліги Європи проти «Скендербеу». В наступній грі проти «Сталі» відзначився гольовою передачею на Дьємерсі Мбокані. З'явився у стартовому складі на матч з «Лаціо» у 1/8 Ліги Європи. Дебютним голом відзначився у ворота «Маріуполя», у тому ж матчі віддав гольовий пас.

## Збірна
З 2015 року виступав за юнацькі збірні України різних вікових категорій. З 2018 року захищав кольори молодіжної збірної України.
31 травня 2018 року дебютував у складі національної збірної України в товариському матчі проти Марокко. Головний тренер Андрій Шевченко випустив Шапаренка на поле на початку другого тайму замість Віктора Коваленка. Матч закінчився внічию 0:0.

## Статистика

### Клубна статистика
Станом на 25 травня 2024 року
| Команда           | Сезон             | Чемпіонат         | Чемпіонат | Чемпіонат | Кубок країни | Кубок країни | Кубок країни | Континентальні кубки | Континентальні кубки | Континентальні кубки | Інші змагання | Інші змагання | Інші змагання | Усього | Усього |
| Команда           | Сезон             | Ліга              | Ігор      | Голів     | Ліга         | Ігор         | Голів        | Ліга                 | Ігор                 | Голів                | Ліга          | Ігор          | Голів         | Ігор   | Голів  |
| ----------------- | ----------------- | ----------------- | --------- | --------- | ------------ | ------------ | ------------ | -------------------- | -------------------- | -------------------- | ------------- | ------------- | ------------- | ------ | ------ |
| Іллічівець        | 2014–15           | УПЛ               | 2         | 1         | —            | —            | —            | —                    | —                    | —                    | —             | —             | —             | 2      | 1      |
| Іллічівець        | Всього Іллічівець | Всього Іллічівець | 2         | 1         | —            | —            | —            | —                    | —                    | —                    | —             | —             | —             | 2      | 1      |
| Динамо (Київ)     | 2017–18           | УПЛ               | 14        | 1         | КУ           | 2            | 0            | ЛЄ                   | 5                    | 0                    | СК            | 0             | 0             | 21     | 1      |
| Динамо (Київ)     | 2018–19           | УПЛ               | 22        | 5         | КУ           | 2            | 2            | ЛЧ/ЛЄ                | 8                    | 1                    | СК            | 1             | 0             | 33     | 8      |
| Динамо (Київ)     | 2019–20           | УПЛ               | 15        | 1         | КУ           | 2            | 0            | ЛЄ                   | 1                    | 0                    | СК            | 0             | 0             | 18     | 1      |
| Динамо (Київ)     | 2020–21           | УПЛ               | 24        | 4         | КУ           | 3            | 0            | ЛЧ/ЛЄ                | 8+3                  | 1+0                  | СК            | 1             | 0             | 39     | 5      |
| Динамо (Київ)     | 2021–22           | УПЛ               | 13        | 3         | КУ           | 1            | 0            | ЛЧ                   | 6                    | 0                    | СК            | 1             | 0             | 21     | 3      |
| Динамо (Київ)     | 2022–23           | УПЛ               | 5         | 0         | —            | —            | —            | ЛЧ/ЛЄ                | 6+1                  | 0                    | —             | —             | —             | 12     | 0      |
| Динамо (Київ)     | 2023–24           | УПЛ               | 22        | 4         | КУ           | 0            | 0            | ЛК                   | 4                    | 1                    | —             | —             | —             | 26     | 5      |
| Динамо (Київ)     | 2024–25           | УПЛ               | 23        | 5         | КУ           | 3            | 1            | ЛЧ+ЛЄ                | 6+6                  | 1+0                  | —             | —             | —             | 38     | 7      |
| Динамо (Київ)     | Всього Динамо     | Всього Динамо     | 138       | 23        | —            | 13           | 3            | —                    | 54                   | 4                    | —             | 3             | 0             | 208    | 30     |
| Всього за кар'єру | Всього за кар'єру | Всього за кар'єру | 140       | 24        | —            | 13           | 3            | —                    | 54                   | 4                    | —             | 3             | 0             | 210    | 31     |

### Матчі за збірну
Станом на 10 червня 2025 року
| Дата       | Місто       | Господарі            | Результат | Гості                | Турнір                                    | Голи | Примітки |
| ---------- | ----------- | -------------------- | --------- | -------------------- | ----------------------------------------- | ---- | -------- |
| 31-05-2018 | Київ        | Україна              | 0 – 0     | Марокко              | товариський матч                          | -    | 46'      |
| 03-06-2018 | Шкодер      | Албанія              | 1 – 4     | Україна              | товариський матч                          | -    | 57'      |
| 16-11-2018 | Трнава      | Словаччина           | 4 – 1     | Україна              | Ліга націй УЄФА 2018—2019 - 1-й етап      | -    | 65'      |
| 20-11-2018 | Анталія     | Туреччина            | 0 – 0     | Україна              | товариський матч                          | -    | 46'      |
| 07-10-2020 | Париж       | Франція              | 7 – 1     | Україна              | товариський матч                          | -    |          |
| 10-10-2020 | Київ        | Україна              | 1 – 2     | Німеччина            | Ліга націй УЄФА 2020—2021 - 1-й етап      | -    | 77'      |
| 13-10-2020 | Київ        | Україна              | 1 – 0     | Іспанія              | Ліга націй УЄФА 2020—2021 - 1-й етап      | -    |          |
| 24-03-2021 | Париж       | Франція              | 1 – 1     | Україна              | Відбір до ЧС 2022                         | -    | 86'      |
| 31-03-2021 | Київ        | Україна              | 1 – 1     | Казахстан            | Відбір до ЧС 2022                         | -    | 81'      |
| 23-05-2021 | Харків      | Україна              | 1 – 1     | Бахрейн              | товариський матч                          | -    |          |
| 03-06-2021 | Дніпро      | Україна              | 1 – 0     | Північна Ірландія    | товариський матч                          | -    | 72'      |
| 07-06-2021 | Харків      | Україна              | 4 – 0     | Кіпр                 | товариський матч                          | -    | 70'      |
| 13-06-2021 | Амстердам   | Нідерланди           | 3 – 2     | Україна              | ЧЄ 2020 - груповий етап                   | -    | 64'      |
| 17-06-2021 | Бухарест    | Україна              | 2 – 1     | Північна Македонія   | ЧЄ 2020 - груповий етап                   | -    | 78'      |
| 21-06-2021 | Бухарест    | Україна              | 0 – 1     | Австрія              | ЧЄ 2020 - груповий етап                   | -    | 68'      |
| 29-06-2021 | Глазго      | Швеція               | 1 – 2     | Україна              | ЧЄ 2020 - 1/8 фіналу                      | -    | 61'      |
| 03-07-2021 | Рим         | Україна              | 0 – 4     | Англія               | ЧЄ 2020 - 1/4 фіналу                      | -    |          |
| 01-09-2021 | Нур-Султан  | Казахстан            | 2 – 2     | Україна              | Відбір до ЧС 2022                         | -    | 75'      |
| 04-09-2021 | Київ        | Україна              | 1 – 1     | Франція              | Відбір до ЧС 2022                         | 1    | 90'      |
| 08-09-2021 | Пльзень     | Чехія                | 1 – 1     | Україна              | товариський матч                          | -    | 56'      |
| 09-10-2021 | Гельсінкі   | Фінляндія            | 1 – 2     | Україна              | Відбір до ЧС 2022                         | -    |          |
| 12-10-2021 | Львів       | Україна              | 1 – 1     | Боснія і Герцеговина | Відбір до ЧС 2022                         | -    | 72'      |
| 16-11-2021 | Зениця      | Боснія і Герцеговина | 0 – 2     | Україна              | Відбір до ЧС 2022                         | -    | 64'      |
| 01-06-2022 | Глазго      | Шотландія            | 1 – 3     | Україна              | Відбір до ЧС 2022                         | -    | 72'      |
| 05-06-2022 | Кардіфф     | Уельс                | 1 – 0     | Україна              | Відбір до ЧС 2022                         | -    | 70'      |
| 08-06-2022 | Дублін      | Ірландія             | 0 – 1     | Україна              | Ліга націй УЄФА 2022—2023 - 1-й етап      | -    |          |
| 11-06-2022 | Лодзь       | Україна              | 3 – 0     | Вірменія             | Ліга націй УЄФА 2022—2023 - 1-й етап      | -    | 70'      |
| 14-06-2022 | Лодзь       | Україна              | 1 – 1     | Ірландія             | Ліга націй УЄФА 2022—2023 - 1-й етап      | -    |          |
| 03-06-2024 | Нюрнберг    | Німеччина            | 0 – 0     | Україна              | товариський матч                          | -    | 73'      |
| 07-06-2024 | Варшава     | Польща               | 3 – 1     | Україна              | товариський матч                          | -    | 81'      |
| 11-06-2024 | Кишинів     | Молдова              | 0 – 4     | Україна              | товариський матч                          | -    | 78'      |
| 17-06-2024 | Мюнхен      | Румунія              | 3 – 0     | Україна              | ЧЄ 2024 - груповий етап                   | -    | 62'      |
| 21-06-2024 | Дюссельдорф | Словаччина           | 1 – 2     | Україна              | ЧЄ 2024 - груповий етап                   | 1    | 90+2'    |
| 26-06-2024 | Штутгарт    | Україна              | 0 – 0     | Бельгія              | ЧЄ 2024 - груповий етап                   | -    | 70'      |
| 07-09-2024 | Прага       | Україна              | 1 – 2     | Албанія              | Ліга націй УЄФА 2024—2025 - груповий етап | -    | 72'      |
| 10-09-2024 | Прага       | Чехія                | 3 – 2     | Україна              | Ліга націй УЄФА 2024—2025 - груповий етап | -    | 68'      |
| 11-10-2024 | Познань     | Україна              | 1 – 0     | Грузія               | Ліга націй УЄФА 2024—2025 - груповий етап | -    |          |
| 14-10-2024 | Вроцлав     | Україна              | 1 – 1     | Чехія                | Ліга націй УЄФА 2024—2025 - груповий етап | -    | 64'      |
| 16-11-2024 | Батумі      | Грузія               | 1 – 1     | Україна              | Ліга націй УЄФА 2024—2025 - груповий етап | -    | 52' 64'  |
| 19-11-2024 | Тирана      | Албанія              | 1 – 2     | Україна              | Ліга націй УЄФА 2024—2025 - груповий етап | -    | 69'      |
| 20-03-2025 | Марбелья    | Україна              | 3 – 1     | Бельгія              | Ліга націй УЄФА 2024—2025 - плей-оф       | -    | 62'      |
| 07-06-2025 | Торонто     | Канада               | 4 – 2     | Україна              | товариський матч                          | -    | 58'      |
| 10-06-2025 | Торонто     | Нова Зеландія        | 1 – 2     | Україна              | товариський матч                          | -    | 86'      |
| Усього     |             | Матчів               | 43        |                      | Голів                                     | 2    |          |

## Досягнення
- Чемпіон України (2): 2020/21, 2024/25
- Володар Кубка України (2): 2019/20, 2020/21
- Володар Суперкубка України (3): 2018, 2019, 2020